# Salma ya salama
Salma ya salama è un album in studio della cantante italo-francese Dalida, pubblicato nel 1977 da Sonopresse.
Un recente ritorno in Egitto, ha dato a Dalida l'idea di cantare in arabo e le torna alla memoria un'aria del folklore egiziano: la canzone che dà il titolo all'album viene lanciata in Francia e in Egitto e sarà uno dei maggiori successi di Dalida negli anni settanta. 
Nell’album si trova anche il successo di Umberto Tozzi Ti amo che trionferà in Francia sia nella versione di Tozzi che in quella di Dalida.
Quattro 45 giri saranno estratti da questo album: Remember, Histoire d'aimer (commercializzato per motivi contrattuali con Barclay) e Salma ya Salama nelle due versioni francese ed egiziana.
In Italia, Dalida inciderà Salma ya salama con il titolo Uomo di sabbia, liberamente tradotto da Bruno Lauzi.
L’album vende più di 75 000 copie e si classificherà al quinto posto nelle vendite nel novembre 1977, mentre il 45 giri Salma ya salama venderà circa 330 000 copie. Questo brano sarà successivamente pubblicato anche postumo, nel 1997, in una versione remixata che venderà 125 000 copie.

## Tracce
Lato A
1. Salma ya salama (versione in francese)
2. Notre façon de vivre
3. Histoire d'aimer
4. Tu m'as déclaré l'amour
5. Mon frère le soleil

Lato B
1. Quand s'arrêtent les violons
2. Ti amo (Je t'aime)
3. À chaque fois j'y crois
4. Remember... c'était loin
5. Salma ya salama (versione in arabo)